# Gustavo Sáenz
Gustavo Adolfo Ruperto Sáenz Stiro (Salta, 14 de abril de 1969)  es un político, empresario y abogado argentino, actual gobernador de la provincia de Salta, desde 2019. Antes, fue intendente de la capital provincial, entre 2015 y 2019. Además, participó en las elecciones presidenciales de 2015 como candidato a vicepresidente del país, acompañando a Sergio Massa, dentro de la coalición Unidos por una Nueva Alternativa.

## Trayectoria

### Comienzos
Es abogado egresado de la Universidad Católica de Salta, con la secundaria cursada en el Bachillerato Humanista Moderno, al igual que los exgobernadores Juan Manuel Urtubey y Juan Carlos Romero.
Sáenz fue concejal en tres oportunidades y presidió el cuerpo legislativo. Fue funcionario de la Municipalidad de Salta durante la gestión de Miguel Isa, se desempeñó como jefe de Gabinete y secretario de Gobierno.

### Senador provincial (2009-2013)
En diciembre de 2009 fue elegido senador provincial en representación del departamento de la Capital. En 2013 se presentó a la reelección pero perdió la banca contra la candidata del Partido Obrero, Gabriela Cerrano.

### Intendente de la ciudad de Salta (2015-2019)
Luego de permanecer dos años fuera de la política, en 2015 de la mano de Juan Carlos Romero y Alfredo Olmedo comenzó su camino a la Intendencia dentro del frente Salta Nos Une, año el que también acompañó a Sergio Massa como candidato a vicepresidente por el Frente Renovador.
En las elecciones legislativas del 2017 conformó el espacio nacional Cambiemos País y el provincial Un Cambio para Salta.

#### Obras públicas
Durante su gestión se inició una plan para mitigar las inundaciones en la capital provincial. Incluyó la construcción del canal Tineo sobre avenida Entre Ríos hacia el norte de la ciudad; el canal España que desagota en Arenales; la cisterna de la Plaza Gurruchaga y la limpieza de los canales de diferentes barrios.
Produjo la renovación del parque San Martín, con el reemplazo de la luminaria por tecnología LED, la instalación de sistemas de riego, parquización y restauración de monumentos y caminerías, techado del anfiteatro e instalación de plazas de juegos.
Realizó una remodelación del área céntrica, en particular de la peatonal comercial. El principal objetivo de la reforma fue devolverle el estilo colonial que se había perdido con los últimos cambios.

#### Proteccionismo de animales
En septiembre de 2019 se inauguró el Hospital Municipal de Salud Animal, conocido como Hospital de Mascotas. Se trata de un centro de atención para mascotas de personas de bajos recursos de Salta Capital que atiende casos de urgencias y emergencias médicas veterinarias. Tiene atención las 24 horas e implicó una inversión de 4 millones de pesos.

### Gobernador de Salta (2019-presente)
En las elecciones provinciales de 2019 se presentó como candidato a gobernador por el frente Sáenz Gobernador que incluía al Partido Identidad Salteña, Propuesta Republicana (PRO), el Partido Conservador Popular, el Frente Renovador y el Partido Fe, entre otros. Saénz se impuso con el 53.65 % de los votos sobre Sergio "Oso" Leavy del Frente de Todos que obtuvo el 26.30 %. De esta manera Saenz y Antonio Marocco asumieron como gobernador y vice el 10 de diciembre de 2019. En las elecciones provinciales de 2023 fue reelecto gobernador de Salta obteniendo el 47,51 % de los votos contra la fórmula Nanni-Cornejo de Juntos por el Cambio.

#### Gabinete de gobierno
| Ministerios del Gobierno de Gustavo Sáenz                    | Ministerios del Gobierno de Gustavo Sáenz                        | Ministerios del Gobierno de Gustavo Sáenz                                                                          |
| Cartera                                                      | Titular                                                          | Período |
| ------------------------------------------------------------ | ---------------------------------------------------------------- | --- |
| Ministerio de Gobierno, Derechos Humanos, Justicia y Trabajo | Ricardo Villada                                                  | 10 de diciembre de 2019 - 2 de noviembre de 2021                                                                   |
| Ministerio de Gobierno, Derechos Humanos y Trabajo           | Ricardo Villada                                                  | 2 de noviembre de 2021 - en el cargo                                                                               |
| Ministerio de Seguridad                                      | Juan Manuel Pulleiro                                             | 10 de diciembre de 2019 - 25 de octubre de 2021                                                                    |
| Ministerio de Seguridad y Justicia                           | Abel Cornejo Marcelo Ramón Domínguez                             | 2 de noviembre de 2021 - 1 de diciembre de 2022 12 de diciembre de 2022 - en el cargo                              |
| Ministerio de Economía y Servicios Públicos                  | Roberto Dib Ashur                                                | 10 de diciembre de 2019 - en el cargo                                                                              |
| Ministerio de Desarrollo Social y Comunitario                | Verónica Figueroa Claudia Silvina Vargas                         | 10 de diciembre de 2019 - 27 de diciembre de 2021 - en el cargo                                                    |
| Ministerio de Educación, Cultura, Ciencia y Tecnología       | Matías Cánepa                                                    | 10 de diciembre de 2019 - en el cargo                                                                              |
| Ministerio de Salud Pública                                  | Josefina Medrano de la Serna Juan José Esteban Federico Mangione | 10 de diciembre de 2019 - 08 de septiembre de 2020 - 26 de diciembre de 2022 27 de diciembre de 2022 - en el cargo |
| Ministerio de Producción y Desarrollo Sustentable            | Martín de los Ríos                                               | 10 de diciembre de 2019 - en el cargo                                                                              |
| Ministerio de Turismo y Deportes                             | Mario Peña                                                       | 10 de diciembre de 2019 - en el cargo                                                                              |
| Ministerio de Infraestructura                                | Sergio Camacho                                                   | 10 de diciembre de 2019 - en el cargo                                                                              |

## Causas judiciales

### Tratamiento de basura
En 2018 fue denunciado por la renovación del contrato con la empresa Agrotécnica Fueguina para la recolección y tratamiento de la basura. Esta empresa, contratada durante la gestión de Miguel Isa, fue criticada por “contaminación ambiental provocada por el mal manejo en la disposición final de la basura y los incumplimientos contractuales con el municipio”. 

### Cooperadora Asistencial
Los diputados radicales Mario Mimessi y Héctor Chibán impulsaron la denuncia penal 1296/2018 contra Sáenz y funcionarios de la Cooperadora Asistencial por “malversación de fondos públicos, negociaciones incompatibles con la función pública y, eventualmente, asociación ilícita”. La causa está a cargo de a cargo del fiscal Horacio Córdoba.
Las denuncias surgieron a raíz del supuesto blanqueo de dinero a través de la Cooperadora Asistencial. La Cámara de Diputados solicitó al organismo municipal por presuntas irregularidades en el manejo de fondos públicos. En agosto, se había solicitado información para que la Cooperadora Asistencial de la ciudad de Salta explique una serie de contrataciones y pagos realizados en los últimos meses.

### Facturas apócrifas
En 2018 fue denunciado por el diputado nacional Sergio Leavy por el presunto desvío de fondos de la Municipalidad de Salta a través de facturas apócrifas. Según la denuncia de Leavy ante el Juzgado Federal 1 de Salta "han hecho 21 empresas nuevas que han hecho una sola factura en su vida, la han presentado y se han llevado cada uno 8.900.000 pesos".

### En cuarentena, desvinculó a una empleada pública
Expediente 341-99722/2020-0 DEJA SIN EFECTO DECISIÓN ADMINISTRATIVA.809/2020. Teniendo en cuenta que nuestro sistema de derecho laboral permite un abuso del derecho por parte del dependiente, abriendo un abanico extenso a las posibilidades de calificar injustamente como "sin causa" numerosas actitudes y conductas desleales, improductivas y boicot del empleado.